# 渡辺さき
渡辺 さき（わたなべ さき、1991年〈平成3年〉5月20日 - ）は、YouTuber、司会・ナレーター、日本の予備校講師。
血液型O型。東京都多摩市出身。株式会社すきまデザイン代表取締役。YouTube『ITすきま教室』チャンネルを運営。東進ハイスクール・東進衛星予備校情報科専任講師。担当は高校情報、情報学国家試験。

## 人物
- 小学生時代はピアニストになりたかったという希望から音楽系の中高一貫校に進学。進学後、音楽では稼げない現実を知り高校2年時に受験勉強を開始。東京都立大学理学部化学科に進学。大学進学後はイベント司会、レースクイーンのアルバイトを通してビジネスに興味を持ち、株式会社リクルートへ入社。
- リクルート入社後はAirREGI、HOT PEPPER、リクルートカード等のマーケティング業務に7年間従事。在職中にYouTubeで「ITすきま教室」チャンネルを始める。ITパスポート試験、基本情報技術者試験、応用情報技術者試験、高校情報Ⅰ・Ⅱ、共通テスト解説講座などIT・情報学の様々な学習コンテンツを発信するチャンネルである。
- 2021年に株式会社リクルートを退職。独立後１年間は個人事業主として活動するが、社外顧問を務めるにあたり必要に迫られたことから株式会社すきまデザインを起業。代表取締役を務める。2023年より東進ハイスクール・東進衛星予備校情報科、東進デジタルユニバーシティにて情報学・IT資格の講師となる。

## 著書
- 『1週間で基礎が身につくITパスポート』（インプレス社、2021年7月）ISBN 978-4295011620
- 『ITパスポート 超効率の教科書＋よく出る問題集』（インプレス社、2023年12月）ISBN 978-4295018124
- 『渡辺の情報Ⅰをはじめからていねいに (東進ブックス 実力講師)』（東進ブックス、2024年9月）ISBN 978-4890859689

## 出演
- ARUHI 本当に住みやすい街大賞 総合司会
- 日本ロレアル グリーンサイエンス 2021 司会
- ALIBABA CLOUD WEB3 SUMMIT 総合司会
- KT-NETフェスタ DX Expo 総合司会
- JASPA 全国ソフトウェア協同組合連合会イベント司会
- 次世代火力発電Expo IHI ナレーター
- グリーンファクトリーExpo IHI ナレーター
- CEATEC NEDO 国立研究開発法人 新エネルギー・産業技術総合開発機構 インフルエンサー
- CSPI Expo 住友建機 ナレーター
- 建設DX展 協栄産業 MC
- JAPAN DIYショー 主催ブース司会
- 公益社団法人建築積算協会 BSIJ情報委員会シンポジウム 司会
- Rike Girls Collection 司会進行
- 東京モーターショー